# درن پن‌رز

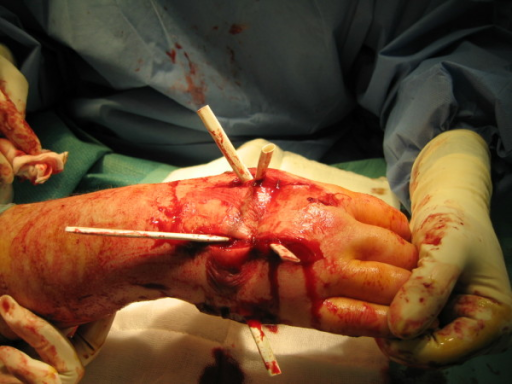
درن پن‌رز بکار رفته در موضع عمل پس از انجام فرایند جراحی

درن پن‌رز (به انگلیسی: Penrose drain) لوله لاستیکی نرم و انعطاف‌پذیری می‌باشد که در داخل زخم قرار گرفته تا ترشحات افزوده‌بر جذب بمانند خونابه‌ها را از محیط داخلی بدن خارج سازد.
- این فرایند بمانند ساکشن کردن، با ایجاد خلأ انجام می‌گیرد.
- درن گذاری در پایان فرایند جراحی توسط جراح و در ناحیه عمل بکار گرفته می‌شود.
- انتهای لوله‌ای که در بافت قرار گرفته توسط بخیه به بافت فیکس می‌شود تا از بافت خارج نشود.